# Pennisetum mezianum
Pennisetum mezianum är en gräsart som beskrevs av Georg Gustav Paul Leeke. Pennisetum mezianum ingår i släktet borstgräs, och familjen gräs. Inga underarter finns listade i Catalogue of Life.